# Sabordage de la flotte allemande à Scapa Flow
Pour l’article homonyme, voir sabordage de la flotte.
 (décembre 2013).
Première Guerre mondiale
Batailles
- Blocus allié de l'Allemagne
- Odensholm (08-1914)
- 1re Heligoland (08-1914)
- Action du 22 septembre 1914
- Falklands (12-1914)
- Dogger Bank (01-1915)
- Gotland (07-1915)
- Golfe de Riga (08-1915)
- Yarmouth et Lowestoft (04-1916)
- Jutland (05-1916)
- Funchal (12-1916)
- Combat entre le Leopard et le HMS Achilles
- Pas-de-Calais (04-1917)
- Combat entre le HMAS Sydney et le LZ92
- Détroit de Muhu (10-1917)
- 2e Heligoland (11-1917)
- Croisière de glace (02/03-1918)
- Zeebruges (04-1918)
- 1er Ostende (04-1918)
- 2e Ostende (05-1918)
- Sabordage allemand à Scapa Flow (06-1919)

Bataille de la mer Noire
- 12 octobre 1914
- Odessa (10-1914)
- Novorossiisk
- Feodosia
- Cap Sarytch
- île Kirpen (1re)
- île Kirpen (2e)

Front d'Europe de l'Ouest
Front italien
Front d'Europe de l'Est
Front des Balkans
Front africain
Front du Moyen-Orient
Le sabordage de la flotte allemande se produisit dans la base de la Royal Navy à Scapa Flow (une baie de l'archipel des Orcades, dans le nord de l'Écosse) après la fin de la Première Guerre mondiale en 1919 mais avant la signature du Traité de Versailles afin d'éviter que ces navires soient livrés aux marines des puissances victorieuses.
Onze cuirassés, cinq croiseurs de bataille, huit croiseurs et vingt-cinq destroyers de la Hochseeflotte avaient été internés à cet endroit selon les termes de l'Armistice du 11 novembre 1918, et les négociations sur l'avenir des navires se poursuivaient. Craignant qu'ils ne soient partagés entre les marines alliées, le chef de la flotte (le vice-amiral von Reuter) ordonna aux équipes de gardiennage allemandes de les saborder.
Le sabordage fut réalisé le 21 juin 1919. Pour les sauver, les gardes britanniques des navires réussirent à en échouer quelques-uns sur la plage, mais 52 des 74 navires coulèrent. La plupart des épaves furent renflouées et envoyées à la ferraille ; la grande profondeur, leur position sur le fond et sûrement le manque de rentabilité scellent le sort des sept navires restant. Celles qui restent attirent aujourd'hui les plongeurs et sont une source de low-background steel.
Le sabordage coûta la vie à 9 soldats allemands.

## Liste des navires sabordés

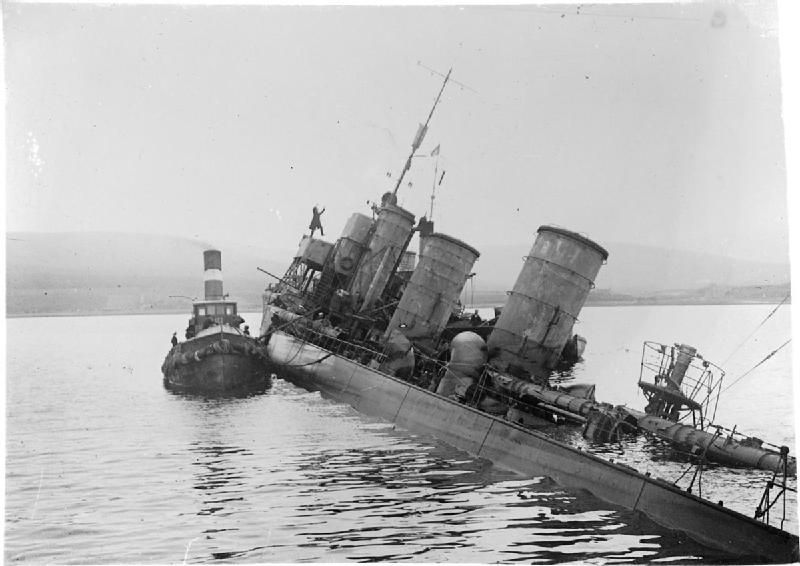
Le destroyer G 102 sabordé.

Stationnement de la flotte allemande à Scapa Flow le 25 mars 1919 avec les emplacements de chaque navire (cliquez pour agrandir).

| Nom                  | Type                 | Coulé/Échoué    | Fait                                                            |
| -------------------- | -------------------- | --------------- | --------------------------------------------------------------- |
| Baden                | Cuirassé             | Échoué          | Transféré sous contrôle britannique, coulé comme cible en 1921  |
| Bayern               | Cuirassé             | Coulé à 14 h 30 | Renfloué en septembre 1933                                      |
| Friedrich der Große  | Cuirassé             | Coulé à 12 h 16 | Renfloué en 1937                                                |
| Grosser Kurfürst     | Cuirassé             | Coulé à 13 h 30 | Renfloué en avril 1938                                          |
| Kaiser               | Cuirassé             | Coulé à 13 h 15 | Renfloué en mars 1929                                           |
| Kaiserin             | Cuirassé             | Coulé à 14 h 00 | Renfloué en mai 1936                                            |
| König                | Cuirassé             | Coulé à 14 h 00 | Non renfloué                                                    |
| König Albert         | Cuirassé             | Coulé à 12 h 54 | Renfloué en juillet 1935                                        |
| Kronprinz            | Cuirassé             | Coulé à 13 h 15 | Non renfloué                                                    |
| Markgraf             | Cuirassé             | Coulé à 16 h 45 | Non renfloué                                                    |
| Prinzregent Luitpold | Cuirassé             | Coulé à 13 h 15 | Renfloué en mars 1929                                           |
| Derfflinger          | Croiseur de bataille | Coulé à 14 h 45 | Renfloué en août 1939                                           |
| Hindenburg           | Croiseur de bataille | Coulé à 17 h 00 | Renfloué en juillet 1930                                        |
| Moltke               | Croiseur de bataille | Coulé à 13 h 10 | Renfloué en juin 1927                                           |
| Seydlitz             | Croiseur de bataille | Coulé à 13 h 50 | Renfloué en novembre 1929                                       |
| Von der Tann         | Croiseur de bataille | Coulé à 14 h 15 | Renfloué en décembre 1930                                       |
| Bremse               | Croiseur             | Coulé à 14 h 30 | Renfloué en novembre 1929                                       |
| Brummer              | Croiseur             | Coulé à 13 h 05 | Non renfloué                                                    |
| Cöln                 | Croiseur             | Coulé à 13 h 50 | Non renfloué                                                    |
| Dresden              | Croiseur             | Coulé à 13 h 50 | Non renfloué                                                    |
| Emden                | Croiseur             | Échoué          | Transféré sous contrôle français, mis à la ferraille en 1926    |
| Frankfurt            | Croiseur             | Échoué          | Transféré sous contrôle américain, coulé comme cible en 1921    |
| Karlsruhe            | Croiseur             | Coulé à 15 h 50 | Non renfloué                                                    |
| Nürnberg             | Croiseur             | Échoué          | Transféré sous contrôle britannique, coulé comme cible en 1922  |
| S32                  | Destroyer            | Coulé           | Renfloué en juin 1925                                           |
| S36                  | Destroyer            | Coulé           | Renfloué en avril 1925                                          |
| G38                  | Destroyer            | Coulé           | Renfloué en septembre 1924                                      |
| G39                  | Destroyer            | Coulé           | Renfloué en juillet 1925                                        |
| G40                  | Destroyer            | Coulé           | Renfloué en juillet 1925                                        |
| V43                  | Destroyer            | Échoué          | Transféré sous contrôle américain, coulé comme cible en 1921    |
| V44                  | Destroyer            | Échoué          | Transféré sous contrôle britannique, mis à la ferraille en 1922 |
| V45                  | Destroyer            | Coulé           | Renfloué en 1922                                                |
| V46                  | Destroyer            | Échoué          | Transféré sous contrôle français, mis à la ferraille en 1924    |
| S49                  | Destroyer            | Coulé           | Renfloué en décembre 1924                                       |
| S50                  | Destroyer            | Coulé           | Renfloué en octobre 1924                                        |
| S51                  | Destroyer            | Échoué          | Transféré sous contrôle britannique, mis à la ferraille en 1922 |
| S52                  | Destroyer            | Coulé           | Renfloué en octobre 1924                                        |
| S53                  | Destroyer            | Coulé           | Renfloué en août 1924                                           |
| S54                  | Destroyer            | Coulé           | Partiellement renfloué                                          |
| S55                  | Destroyer            | Coulé           | Renfloué en août 1924                                           |
| S56                  | Destroyer            | Coulé           | Renfloué en juin 1925                                           |
| S60                  | Destroyer            | Échoué          | Transféré sous contrôle japonais, mis à la ferraille en 1922    |
| S65                  | Destroyer            | Coulé           | Renfloué en mai 1922                                            |
| V70                  | Destroyer            | Coulé           | Renfloué en août 1924                                           |
| V73                  | Destroyer            | Échoué          | Transféré sous contrôle britannique, mis à la ferraille en 1922 |
| V78                  | Destroyer            | Coulé           | Renfloué en septembre 1925                                      |
| V80                  | Destroyer            | Échoué          | Transféré sous contrôle japonais, mis à la ferraille en 1922    |
| V81                  | Destroyer            | Échoué          | Coulé pendant son remorquage                                    |
| V82                  | Destroyer            | Échoué          | Transféré sous contrôle britannique, mis à la ferraille en 1922 |
| V83                  | Destroyer            | Coulé           | Renfloué en 1923                                                |
| V86                  | Destroyer            | Coulé           | Renfloué en juillet 1925                                        |
| V89                  | Destroyer            | Coulé           | Renfloué en décembre 1922                                       |
| V91                  | Destroyer            | Coulé           | Renfloué en septembre 1924                                      |
| G92                  | Destroyer            | Échoué          | Transféré sous contrôle britannique, mis à la ferraille en 1922 |
| V100                 | Destroyer            | Échoué          | Transféré sous contrôle français, mis à la ferraille en 1921    |
| G101                 | Destroyer            | Coulé           | Renfloué en avril 1926                                          |
| G102                 | Destroyer            | Échoué          | Transféré sous contrôle américain, coulé comme cible en 1921    |
| G103                 | Destroyer            | Coulé           | Renfloué en septembre 1925                                      |
| G104                 | Destroyer            | Coulé           | Renfloué en avril 1926                                          |
| B109                 | Destroyer            | Coulé           | Renfloué en mars 1926                                           |
| B110                 | Destroyer            | Coulé           | Renfloué en décembre 1925                                       |
| B111                 | Destroyer            | Coulé           | Renfloué en mars 1926                                           |
| B112                 | Destroyer            | Coulé           | Renfloué en février 1926                                        |
| V125                 | Destroyer            | Échoué          | Transféré sous contrôle britannique, mis à la ferraille en 1922 |
| V126                 | Destroyer            | Échoué          | Transféré sous contrôle français, mis à la ferraille en 1925    |
| V127                 | Destroyer            | Échoué          | Transféré sous contrôle japonais, mis à la ferraille en 1922    |
| V128                 | Destroyer            | Échoué          | Transféré sous contrôle britannique, mis à la ferraille en 1922 |
| V129                 | Destroyer            | Coulé           | Renfloué en août 1925                                           |
| S131                 | Destroyer            | Coulé           | Renfloué en août 1924                                           |
| S132                 | Destroyer            | Échoué          | Transféré sous contrôle américain, coulé en 1921                |
| S136                 | Destroyer            | Coulé           | Renfloué en avril 1925                                          |
| S137                 | Destroyer            | Échoué          | Transféré sous contrôle britannique, mis à la ferraille en 1922 |
| S138                 | Destroyer            | Coulé           | Renfloué en mai 1925                                            |
| H145                 | Destroyer            | Coulé           | Renfloué en mars 1925                                           |

Au total, 11 cuirassés, 5 croiseurs de bataille, 5 des 8 croiseurs et 32 des 50 destroyers internés furent sabordés.

## Réactions britannique et allemande
L'amiral de la Flotte Rosslyn Wemyss, Premier Lord de la Mer de la Royal Navy, déclara à la suite du sabordage : « Je vois le naufrage de la flotte allemande comme une véritable bénédiction. Il dispense de la question épineuse future au sujet de la redistribution de ces navires. »
Pour autant, Ludwig von Reuter et 1 773 autres membres d'équipage furent déclarés prisonniers de guerre. Alors que la plupart des prisonniers furent rapidement relâchés, von Reuter resta prisonnier en Grande-Bretagne jusqu'en janvier 1920.
L'amiral Reinhard Scheer, dernier chef d'État-major de la Marine impériale allemande, fut profondément marqué par les mutineries de Kiel au début de novembre 1918 et déclara : « Je me réjouis. La souillure de l'abandon a été rayée de l'écusson de la flotte allemande. Le naufrage de ces navires prouve que l'esprit de la flotte n'est pas mort. Ce dernier acte est conforme aux meilleures traditions de la marine allemande. »[réf. souhaitée]

## Documentaire
- 1987 : Scapa Flow, Le tombeau des Flottes réalisé par Christian Petron.
- 2020 : Scapa Flow : le tombeau de la flotte allemande, épisode 1 de Mystères d'épaves, réalisé par Franck Guérin et Kévin Sempé.

### Sources et bibliographie
- (en) Ludwig von Reuter, Scapa Flow : The Greatest Scuttling of All Time, Londres, Hurst & Blackett, 1940.
- (de) Friedrich Oskar Ruge, Scapa Flow 1919 : Das Ende der deutschen Flotte, Berlin-Est, Oldenbourg, 1969.
- (en) Robert K. Massie, Castles of Steel : Britain, Germany and the winning of the Great War at sea, Londres, Vintage Random House, 2007 (1re éd. 2003), 865 p. (ISBN 978-0-099-52378-9)